# Coniston Water
Coniston Water är en sjö i Storbritannien.   Den ligger i grevskapet Cumbria och riksdelen England, i den centrala delen av landet, 400 km nordväst om huvudstaden London. Coniston Water ligger 46 meter över havet. Arean är 4,7 kvadratkilometer. Trakten runt Coniston Water består i huvudsak av gräsmarker. Den sträcker sig 7,6 kilometer i nord-sydlig riktning, och 2,5 kilometer i öst-västlig riktning.
Följande samhällen ligger vid Coniston Water:
- Coniston (928 invånare)

På Coniston Water omkom den brittiske racerföraren Donald Campbell 1967 då han försökte slå världsrekordet i hastighet på vatten.